# Saïd Boutahar
Saïd Boutahar (ur. 12 sierpnia 1982 w Rotterdamie) – holenderski piłkarz pochodzenia marokańskiego, grający na pozycji środkowego pomocnika. W swojej karierze grał w Feyenoordzie, Excelsiorze, RKC Waalwijk, NEC Nijmegen, Willem II Tilburg, Realu Saragossa, Al-Wakrze, Umm-Salal oraz Al-Shamal.
W Eredivisie rozegrał 241 spotkań i zdobył 44 bramki.